# سارا گری
سارا گرِی (متولد ۱۹ مه ۱۹۹۶) یک بازیگر زن کانادایی است.

## زندگی و حرفه
گری در بریتیش کلمبیا، کانادا متولد شد. گری در نمایش‌هایی مانند تقریباً بشر (Almost Human) و مُتل بیتس در نقش نورما بیتس جوان بازی کرده‌است. اولین فیلم او در سال ۲۰۱۳ به نمایش درآمد، که در نقش جولیا دختر جنیفر بیلز در فیلم سینما نوولز ظاهر شد که به‌صورت رسمی برای فستیوال فیلم بین‌المللی تورنتو در سال ۲۰۱۳ انتخاب شد. گری در چندین فیلم تلویزیونی ایفای نقش کرده‌است. در اوت ۲۰۱۶، گری به عنوان بازیگر نقش کورتنی ویتمور / استارگرل در فصل دوم سریال تلویزیونی شبکه سی دابلیو به نام افسانه‌های فردا انتخاب شد. در آوریل سال ۲۰۱۸، گری در نقش آلیسا دریک در سریال ترسناک-درام سفارش محصول نت فلیکس ایفای نقش کرد.

## فیلم‌شناسی

### فیلم
| سال  | عنوان                | نقش          | یادداشت         |
| ---- | -------------------- | ------------ | --------------- |
| ۲۰۱۳ | سینما نوولز          | جولیا        |                 |
| ۲۰۱۳ | در آغوش خون‌آشام      | شارلوت جوان  | مستقیم به ویدیو |
| ۲۰۱۴ | برای خوب از شرکت     | N/A          | فیلم کوتاه      |
| ۲۰۱۷ | پاور رنجرز           | آماندا کلارک | [ ۵ ]           |
| TBA  | شب گذشته در حومه شهر | هایلی        | پس تولید        |

### تلویزیون
| سال  | عنوان                   | نقش                      | یادداشت                                           |
| ---- | ----------------------- | ------------------------ | ------------------------------------------------- |
| ۲۰۱۳ | تقریباً انسان            | لیلا                     | قسمت: "ادراک"                                     |
| ۲۰۱۴ | بیتس متل                | جوان نورما               | قسمت: "خروج"                                      |
| ۲۰۱۵ | دختر اشتباه             | سوفیا آلن                | فیلم تلویزیونی                                    |
| ۲۰۱۵ | دروغگو، دروغگو، خون‌آشام | کایتلین نات              | فیلم تلویزیونی                                    |
| ۲۰۱۵ | یک غریزه مادر           | اسکارلت بتمنر            | فیلم تلویزیونی                                    |
| ۲۰۱۶ | آی زامبی                | فرانکی                   | قسمت: "بازتاب راهی که لیو مورد استفاده قرار گرفت" |
| ۲۰۱۶ | لوسیفر                  | گل سرخ                   | قسمت "#TeamLucifer"                               |
| ۲۰۱۶ | مارس عروسی              | جولی ترنر                | فیلم تلویزیونی                                    |
| ۲۰۱۶ | انگیزه                  | نانسی بیلین              | قسمت: "دست مرده"                                  |
| ۲۰۱۶ | پنیر راهدار             | ابجیل                    | قسمت: "Walcott Prep"                              |
| ۲۰۱۶ | افسانه‌های فردا          | کورتنی ویتمور / استارجیر | ۳ قسمت                                            |
| ۲۰۱۶ | راز مامان               | دنیس هاردینگ             | فیلم تلویزیونی                                    |
| ۲۰۱۷ | داستان یک دختر          | کیتلین اسپینلی           | فیلم تلویزیونی                                    |
| ۲۰۱۸ | روزی روزگاری            | شاهزاده خانم خواب        | قسمت: "بازگشت به خانه"                            |
| ۲۰۱۹ | سفارش                   | الیسا دریک               | نقش اصلی                                          |